# Положај жене у античкој Спарти
Спартанке су биле познате у античкој Грчкој по томе што су имале више слободе него било где другде у Грчком свету. За савременике ван Спарте, спартанске жене су имале репутацију за промискуитет и контролу над својим мужевима. За разлику од свог супарника - Атине, жене у Спарти су легално могле да поседују и наслеђују имовину и обично су биле боље образоване. Преживели литерарни извори су ограничени и углавном са неспартанског становишта. Антон Пауел је написао то да би нагласио да писани извори „нису без проблема…као потцењивање које би било тешко надмашити". У Спарти, слично као и у осталим местима у античкој Грчкој, више знамо о елитама него о нижим класама. Антички извори не расправљају о роду у односу на недржављане који су чинили већину становништва спартанске државе.

## Одрастање
Према Плутарховом сведочењу, Спартанци су практиковали чедоморство ако се сматрало да је дете нездраво. У том одломку није јасно да ли се односило и на девојчице, иако докази код Плутарха и Ксенофонта указују да није. Вероватно да су девојчице једноставно одмах по рођењу даване на бригу својим мајкама. Међутим, нема довољно доказа да ли је то био случај кроз спартанску историју. Девојчице су биле једнако добро храњене као и дечаци - за разлику од Атине где су дечаци били боље храњени од девојчица - да би биле физички спремне за рађање деце.

### Образовање
Тешко је наћи информације о образовању спартанских жена пошто је много више преживелих информација о спартанским мушкарцима. У Спарти, дечаци су се образовали у агогама од седме године; бар у неким периодима спартанске историје. Врло вероватно да је, када је држава организовала образовање дечака, такође организовала и образовање девојчица. За разлику од дечака, девојчице су биле одгајане код куће са својим мајкама док су се школовале. Училе би о дужностима и одговорностима вођења бриге о кући, углавном зато што су мушкарци били често одсутни. Постоје докази о неком облику званичног образовног програма за девојчице још у архаичном периоду, али се чини да је укинут у хеленистичком периоду. У којој мери је образовање за девојчице обновљено, у оквиру реформи Клеомена III, није познато, могуће да је постало добровољно, уместо дотадашњег обавезног. Образовање под државним надзором је поново укинуто 188. године пре Христа, а обновљено је у римском периоду.
У Спарти писменост је била вештина резервисана за елиту. Међутим постоје докази из класичног периода да су неке жене могле да читају. На пример сачуване анегдоте о Спарти у чијем садржају мајке пишу писма својим синовима који су били одсутни. Позивање Аристофана на спартанску песникињу, Клитагору, и спартанске питагорејце које је навео Јамблих, сугерише да су спартанке биле врло писмене.
Поред писања и читања жене су училе и мусике (mousike) које су се састојале од плеса и поезије, а не само музике. Делује да су жене училе да свирају музичке инструменте, што је приказано на сачуваним статуетама. Мусике је био важан део спартанске верске активности посебно као део култа Јелене и Артемиде. Спартанске девојке су играле у хоровима састављеним од девојчица сличним по годинама, а предводила их је једна старија девојчица (chorēgos). Обучавао их је професионални песник. Овакви хорови су их, поред обучавања о певању и плесу, образовали и о обредној и култној делатности. Плес је такође пружао и физичку активност: у Аристофановој „Лизистрати", спартански лик Лампито приписује своју кондицију лаконском плесу познатом као бибасис, који је укључивао шутирање и скакање. Спартанке и Спартанци су се могли такмичити у бибасису и освојити награде. Најзад песме уз које су девојчице плесале пружале су прилику да се преко њих усаде спартанске вредности и улоге полова.

### Атлетика
У Спарти, за разлику од остатка Грчке, неудате девојке су редовно учествовале у спортовима. Спартански режим вежбања за девојчице био је осмишљен тако да оне буду „увежбане као и њихова браћа", иако, за разлику од своје браће, оне нису тренирале за борбу. Како Ксенофонт извештава Ликург је, у свом „Уставу Спартанаца" захтевао да жене вежбају исто колико и мушкарци, и да је у том циљу установио атлетска такмичења и за жене.
Рани извори наводе да су спартанске девојке тренирале рвање и трчање; каснији извори наводе бацање копља и диска, бокс и панкратион. Такође су училе и да јашу коње. Откривене су заветне понуде које приказују спартанске жене на коњу. Могуће је да су спартанске девојке вежбале без одеће, јер архаична спартанска уметничка дела приказују голе девојке, за разлику од других области у Грчкој. Девојке су се могле такмичити у гимнопедији (gymnopaedia), годишњем спартанском фестивалу који је помагао у дефинисању спартанског идентитета на ком су Спартанци били голи. Такође су се такмичиле и у тркама на различитим фестивалима, од којих је најпрестижнији био Херине игре. Након удаје, Спартанке су, вероватно, престајале да се баве атлетиком.

## Брак
Изгледа да су се Спартанке удавале релативно касно у поређењу са својим супарницима у осталим деловима Грчке. Док су жене у Атини отприлике очекивале да ће се први пут удати око четрнаесте године за доста старије мушкарце, Спартанке су се обично удавале између осамнаесте и двадесете године за мушкарце који су били сличних година као и оне. Мушкарцима млађим од тридесет година није било дозвољено да живе са својим женама, већ се очекивало да живе заједно са другим члановима своје сиситије. Због одсуства својих мужева од жена се очекивало да углавном саме воде домаћинство. За разлику од Атине, где је државна идеологија сматрала да су мушкарци задужени за домаћинство, Су Бландел тврди да је у Спарти вероватно контрола жена над домаћинством била прихваћена, а чак можда и подстицана од стране државе.
Према спартанској идеологији, примарна улога одраслих жена била је да рађају и одгајају здраву децу. Фокус на рађање је био одговоран за наглашавање физичке активности код спартанских жена, јер се веровало да ће физички снажније жене имати здравију децу. Пре брака је постојао пробни период за потенцијалне парове како би се осигурало да могу имати децу; ако нису могли, развод и тражење нових партнера, затим и други брак, били су уобичајено решење. За Спартанце, све активности које су укључивале брак кретале су се око једне кључне сврхе, а то је стварање јаке деце и на тај начин директног побољшавања војске.
Спартански бракови су такође могли бити уговорени на основу богатства и статуса. Докази о улози кириоа (kyrioi), односно мушких старатеља, у уговарању бракова спартанских жена није сигурна, иако Картлиџ верује да је, као и њихови атински (а за разлику од њихових гортинских) супарника, одговорност кироа била да уговоре брак спартанске жене.
У древним изворима постоје докази да су Спартанци практиковали полиандрију. Херодот каже да је двобрачност Александра II, који се други пут оженио зато што његова прва жена није могла да роди наследника, била неспартанска, али је Полибије писао да је то било уобичајено и дугогодишња пракса у његово време. Ендру Скот сугерише да је полигинија била чешћа у античкој Спарти почетком IV века пре нове ере, када се број спартанских грађана нагло смањио. Уз плурални брак, Ксенофонт наводи да су старији мушкарци, који су имали млађе жене, били мотивисани да дозволе млађим, способнијим мушкарцима да оплоде њихове жене, ради производње јаче деце. Даље, Полибије тврди да, када би мушкарац имао довољно деце, постојао је спартански обичај да своју жену да другом човеку да би и он могао да има децу.

### Брачни ритуали
На ноћ венчања млада би ошишала косу на кратко и обукла мушки огртач и сандале. Она би се појавила обучена као мушкарац, односно млади момак, да би се чинла мање опасном свом мужу. Младу су потом остављали саму у замраченој соби, где би њен муж ритуално посетио и заробио. Од мушкараца се очекивало да посећују своје новопечене супруге ноћу, у тајности. Сврха овога је била да новим паровима отежа конзумирање брака. Сматрало се да је то повећавало пожуду између мужа и жене и самим тим доводило до стварања јаче деце.

### Матријархалне дужности
Од Спартанки се очекивало да саме воде домаћинство зато што су Спартанци проводили већину свог времена у рату или живећи у касарнама. За разлику од Атине, где се државна идеологија залагала за то да су мушкарци задужени за домаћинство, Сју Бландел тврди да је у Спарти прихваћена контрола жене над домаћинством. Аристотел је критиковао Спарту сматрајући да мушкарцима владају јаке и независне жене, за разлику од остатка Грчке. Аристотел је такође критиковао богатсво спартанских жена. Нагли пад Спарте, од господара Грчке до другоразредне силе, за мање од 50 година, Аристотел је приписао чињеници да је Спарта постала гинократија чије су жене биле неумерне са љубављу за луксуз.
Све спартанске жене, не само најбогатије, користиле би рад хелота за обављање задатака по домаћинству, који су у осталим деловима Грчке припадали слободним женама. Активности као што су ткање, које су се у другим деловима Грчке сматрале женским послом, нису се сматрале прикладним за слободне жене у Спарти. Због тога су жене бавиле управљањем, пољопривредом, логистиком и другим пословима везаним за издржавање.
Спартански закон, који је кодификовао Ликург, изражавао је важност рађања деце за Спарту. Рађање и одгајање деце се сматрало најважнијом улогом жене у спартанском друштву; једнак мушкарцима ратницима у спартанској војсци. Спартанске жене су подстицане да рађају што више деце, по могућности мушке, како би повећале војну снагу. Поносиле су се тиме што су рађале и одгајале храбре ратнике. Имати синове кукавице био је разлог за тугу. Антички писац, Аелиан, тврди да су жене, чији су синови умрли као кукавице, жалиле због тога. Насупрот томе, речено је да су рођаке херојски погинулих Спартанаца у бици код Леуктре ходале у јавности изгледајући срећно.
Спартанске жене нису само славиле своје храбре синове, а туговале за кукавицама, већ су биле и круцијалне у спровођењу друштвених последица за кукавице. Причало се да када је Паусанија, издајник Спартне, склонио у атинско светилиште, његова мајка Теано ставила циглу на праг. Следећи овај пример, Спартанци су зазидали врата храма са Паусанијем унутра. Сличан пример даје Померој који цитира три Плутархове „Изреке спартанских жена" које тврде да су жене саме убијале своје синове кукавице.

## Женски хомоеротизми у Спарти
Алкманова „Партенеја", односно „девојачка песма" била је међу првим откривеним документима који објашњавају хомоеротична осећања између жена. Ово су, као и хорске химне, јавно изводиле младе жене у Спарти, вероватно по налогу државе.
Алкманова песма има стих у коме се млађе хорске певачице диве својим старијим колегиницама, вођама, који буде у њима дивљење, а такође инспиришу и еротска осећања. Жене описују начин на који је ерос (сексуална жеља) за њиховим хорским вођама преузела њихова тела.

## Вера
У античкој Спарти, култови за жене пресликавали су нагласак спартанског друштва на улогу жене као носиоца и васпитача деце. Стога, култови су се фокусирали на плодност, здравље и лепоту жена. Култ Еилеитије, богиње рађања, био је важан култ за спартанске жене. Важан је такође и култ Јелене, са многим предметима које су користиле жене - огледала, оловке за очи, чешљеви, бочице парфема - на местима посвећеним њој. Поред два главна култна места, светилиште Јелене налазило се у центру Спарте, а многе стеле са њеним ликом биле су исклесане по целом граду. Киниска, прва жена која је однела олимпијску победу, такође је имала култ у Спарти, „једина жена у евиденцији" којој је одата таква почаст.
Плутарх је написао у свом делу „Живот Ликурга" да су једино мушкарци који су гинули у биткама и жене које су умирале на верској дужности достојни да имају име уклесано на свом надгробном споменику. Ово је било у складу са спартанском побожношћу, иако је један превод (Лате) изменио рукопис, да би уместо тога писало да жене које умру на порођају заслужују да им се име уклеше на споменик, то је постало много популарније међу научницима. Овој измени, међутим, недостају археолошки, литерарни или епиграфски докази који би то поткрепили, а два преживела надгробна натписа преминулих Спартанки доказивали су Плутархову првобитну тврдњу. Спартанско друштво је било ропски структурисано око обавезе свих грађана да допринесу држави, а неуспех у томе није похвалан. У најгорем случају, спартанске жене које су умирле на порођају, сматрало се да нису дале никакав допринос држави, стога нису добијале никакав специјалан статус после смрти. Међутим, Спарта је посебно наглашавала религију, вероватно више од било које грчке државе, тако да су једино жене које су умирале у државној служби величања спартанских божанстава биле почашћене исписивањем имена на својим надгробним споменицима.

## Одећа
Спартанке су носиле једноставну и врло кратку одећу. Носиле су дорски пеплос, са прорезаним сукњама које су им откривале бутине. Дорски пеплос је био прављен од тешког вуненог материјала него што је било уобичајено у Јонији, а на рамену је био причвршћен иглама које се зову фибуле. Када су се такмичиле у трчању носиле су упечатљив хитон до колена са једним раменом.
Пошто жене нису ткале своју одећу, препуштале су стварање добара периоикоима. Куповина сложених платнених и металних наруквица био је знак богатства. Не зна се да ли су жене носиле те сребрне и златне наруквице све време или само за време верских церемонија и фестивала. За Ликурга се говорило да је женама забрањивао употребу козметике.
Девојке су пуштале дугу косу коју нису скривале, за разлику од удатих жена које нису смеле да пуштају косу и покривале су главу велом.

## Неспартанске жене у Спарти
Слично остатку античке Грчке, у Спарти се о елитама зна много више него о нижим класамаи антички извори не дискутују пол у односу на недржављане који су живели у Спарти. У Спарти су живеле различите групе слободних људи, који нису Спартанци, као и хелоти, и, бар касније у спартанској историји, персонални робови.
Према Ксенофонту, спартанске жене нису биле обавезне да обављају кућне послове за који су биле одговорне у остатку грчког света. Он извештава да су у Спарти доулаи (робиње) ткале. У архаичној Спарти ту улогу су имале жене хелоти, али касније у спартанској историји, посебно након еманципације месенских хелота, већина ових жена су вероватно биле персоналне робињеʌ. Жене у периоицичким заједницама су вероватно биле одговорне за рад у свом домаћинству, као и остали у грчком свету.
Плутарх у свом делу „Живот Ликурга" каже да је због беспарице у античкој Спарти и због строгог моралног режима који је Ликург увео, није било проституције. Касније, када су злато и сребро постали доступнији, наизглед се појавила проституција. У хеленистичком периоду, географ Полемон из Атине је пријавио да је видео бронзане статуе у Спарти које су посвећене проститутки Котини, а у близини Дионисовог храма постојала је јавна кућа такође названа по њој.
Спартанске медицинске сестре су биле познате широм Грчке. Лечиле су имућне породице и њихову децу свуда по Грчкој. Плутарх извештава да је Алкибијада неговала спартанка по имену Амикла. Статус ових болничарки није познат. Вероватно нису биле хелоти који не би били продати странцима, али су вероватно биле недржављанке Спарте из Лаконије.
За разлику од других робова у старој Грчкој, популација хелота одржавана је репродукцијом, а не куповином. Због тога су хелоти могли слободно да бирају партнера и живе у породичним групама, док су остали грчки робови држани у једнополним спаваоницама. Поред веза са мушкарцима хелотима, чини се да су неке жене хелоти имале децу и са спартанским мушкарцима. Ова деца су се звала мотаке (mothakes) била су, наводно, слободна и могла су да добију држављанство. Према Елијану, адмирал Лисандер је био мотакс (mothax). Главна сврха мотака са спартанске тачке гледишта била је да се могу борити за спартанску војску, а Сара Померој сугерише да би кћери спартанских мушкараца и жена хелота биле убијене при рођењу.

## Литературa
- Blundell, Sue (1995), Women in Ancient Greece, Cambridge: Harvard University Press.  978-0-674-95473-1
- Boehringer, Sandra (2013). „Female Homoeroticism”. A Companion to Greek and Roman Sexualities. John Wiley & Sons Ltd. стр. 155—156. ISBN 9781118610657. doi:10.1002/9781118610657.ch9.
- Cartledge, Paul (1981). „Spartan Wives: Liberation or Licence?”. The Classical Quarterly. 31: 84—105. S2CID 170486308. doi:10.1017/S0009838800021091.
- Cartledge, Paul (2013), The Spartans: an Epic History (New ed.), London: Pan Books.  978-1-447-23720-4
- Christesen, P. (2012). „Athletics and Social Order in Sparta in the Classical Period”. Classical Antiquity. 31 (2): 193—255. doi:10.1525/ca.2012.31.2.193.
- Dillon, Matthew (2007). „Were Spartan Women Who Died in Childbirth Honoured with Grave Inscriptions?”. Hermes. 135 (2): 149—165. JSTOR 40379113. S2CID 170274193. doi:10.25162/hermes-2007-0016.
- Ducat, Jean; Stafford, Emma; Shaw, Pamela-Jane (2006), Spartan Education: Youth and Society in the Classical Period, Swansea: Classical Press of Wales.  978-1-905125-07-4
- Fantham, Elaine; Foley, Helene Peet; Kampen, Natalie Boymel; Pomeroy, Sarah B.; Shapiro, H. Alan (1994), Women in the Classical World: Image and Text, New York: Oxford University Press.  9780195067279
- Hodkinson, Stephen (2000), Property and Wealth in Classical Sparta, London: David Brown Book Co..  9780715630402
- Hughes, Bettany (2005), Helen of Troy: Goddess, Princess, Whore, London: Pimlico.  978-1-844-13329-1
- Lerne, Gerda (1986), The Creation of Patriarchy, New York: Oxford University Press[ISBN missing]
- Millender, Ellen (2018). „Spartan Women”.  Ур.: Powell, Anton. A Companion to Sparta: Volume I. John Wiley & Sons Ltd. стр. 504. ISBN 9781119072379.
- Ogden, Daniel (2003), "Women and Bastardy in the Greek World", in Powell, Anton (ed.), The Greek World, London: Routledge.  0203042166
- Plutarch; Talbert, Richard (2005), Plutarch on Sparta, London: Penguin Books.  978-0140449433
- Pomeroy, Sarah B. (1994), Goddesses, Whores, Wives and Slaves: Women in Classical Antiquity, London: Pimlico.  978-0-712-66054-9
- Pomeroy, Sarah (2002), Spartan Women, Oxford: Oxford University Press.  978-0-195-13067-6
- Powell, Anton (2004). „Sparta: 'A Modern Woman Imagines'”. The Classical Review. 54 (2): 465—467. doi:10.1093/cr/54.2.465.
- Powell, Anton (2001). Athens and Sparta: Constructing Greek Political and Social History from 478 BC. London: Routledge. ISBN 978-0-415-26280-4.
- Redfield, James (1977). „The Women of Sparta”. The Classical Journal. 73 (2): 146—161. JSTOR 3296868.
- Scott, Andrew G. (2011). „Plural Marriage and the Spartan State”. Historia: Zeitschrift für Alte Geschichte. 60 (4): 413—424. ISSN 0018-2311. JSTOR 41342859. S2CID 252457703. doi:10.25162/historia-2011-0017.
- Sealey, Raphael (1976). A history of the Greek city states, ca. 700-338 B.C. Berkeley: University of California Press. ISBN 0-520-03177-6. OCLC 2671665.
- Wiesner-Hanks, Merry E. (2011). Genders in History: Global Perspective (2nd изд.). Wiley-Blackwell. стр. 31. ISBN 978-1-4051-8995-8.
- Sayings of Spartan Women (Lacaenarum Apophthegmata) from Plutarch's Moralia, trans. Frank Cole Babbitt
- Alcman's Partheneion, trans. Gregory Nagy